# Elfriede Borodin
Elfriede Dorothea Borodin (* 16. November 1909 in Berlin; † 11. Januar 1993 in Phoenix, Arizona, Vereinigte Staaten) war eine deutsche Schauspielerin.

## Leben und Wirken
Die gebürtige Berlinerin begann ihre künstlerische Laufbahn im Alter von 18 Jahren am Deutschen Künstlertheater. Später trat Borodin auch am Schillertheater und den Preußischen Staatstheatern auf. Noch zu Stummfilmzeiten trat die Schauspielerin vor die Kamera und spielte Nebenrollen in Inszenierungen von Fred Sauer und Louis Ralph. Nach einer Reihe von frühen Tonfilmen, darunter E. A. Duponts Atlantik, ein früher, ambitionierter Katastrophenfilm, beendete die Machtergreifung durch die Nationalsozialisten schlagartig ihre Karriere in Berlin. Elfriede Borodin übersiedelte daraufhin ins Sudetenland und setzte am Stadttheater von Aussig ihre Bühnenarbeit fort. Als diese Region von den Nazis 1938 annektiert wurde, floh Elfriede Borodin in die Vereinigten Staaten. 
Dort wurde Elfriede Borodin in der Frühphase des Zweiten Weltkriegs mit winzigen Nebenrollen in einigen Hollywood-Filmen betraut, in denen man sie an der Seite von Stars wie Boris Karloff, Bela Lugosi, Spencer Tracy, Katharine Hepburn, Joan Crawford und John Wayne sehen konnte. Bald darauf heiratete sie den amerikanischen Staatsbürger Jack T. Silver und zog sich mit ihm als Elfriede Silver nach Arizona ins Privatleben zurück.

## Filmografie
- 1928: Die Abenteurer G.m.b.H.
- 1929: Flucht in die Fremdenlegion
- 1929: Atlantik
- 1930: Väter und Söhne
- 1931: Mein Leopold
- 1933: Hugos Nachtarbeit (Kurzfilm)
- 1940: Schwarzer Freitag (Black Friday)
- 1941: Die Frau, von der man spricht (The Woman of the Year)
- 1942: Reunion in France